# Spanish International 1997
Die Spanish International 1997 im Badminton fanden vom 27. bis zum 30. November 1997 in Sevilla statt. Auf der IBF-Turnierskala erreichte es die Wertung A. Es war die 19. Auflage des Turniers.

## Sieger und Platzierte
| Disziplin    | Gold                               | Silber                         | Bronze                        |
| ------------ | ---------------------------------- | ------------------------------ | ----------------------------- |
| Herreneinzel | Niels Christian Kaldau             | Ricardo Fernandes              | Gerben Bruijstens             |
| Herreneinzel | Niels Christian Kaldau             | Ricardo Fernandes              | Lee Mou-chou                  |
| Dameneinzel  | Maja Pohar                         | Li Li                          | Ma Songfeng                   |
| Dameneinzel  | Maja Pohar                         | Li Li                          | Dolores Marco                 |
| Herrendoppel | Lin Wei-hsiang Lee Sung-yuan       | Chien Yu-hsiu Huang Shih-chung | Russell Hogg Kenny Middlemiss |
| Herrendoppel | Lin Wei-hsiang Lee Sung-yuan       | Chien Yu-hsiu Huang Shih-chung | Lu Feng-chieh Yang Shih-jeng  |
| Damendoppel  | Elinor Middlemiss Sandra Watt      | Beth Richardson Jennifer Wong  | Ana Ferreira Filipa Lamy      |
| Damendoppel  | Elinor Middlemiss Sandra Watt      | Beth Richardson Jennifer Wong  | Darja Kranjc Mateja Slatnar   |
| Mixed        | Kenny Middlemiss Elinor Middlemiss | Mike Beres Kara Solmundson     | Andrej Pohar Maja Pohar       |
| Mixed        | Kenny Middlemiss Elinor Middlemiss | Mike Beres Kara Solmundson     | Bryan Moody Jody Patrick      |